# Franco-Manitobains

Drapeau franco-manitobain. Adopté en 1980, la bande rouge représente la rivière Rouge où s'établirent les premiers franco-canadiens, la bande or, la zone fertile couverte de champs de blé qui entoure, longe la rivière et la grande zone blanche l'immensité des plaines du Manitoba. Une plante représente un F stylisé, symbole de la Francophonie

Les Franco-Manitobains sont les francophones  nés ou qui habitent dans la province canadienne du Manitoba.
Issue des explorateurs français, la population de langue française du Manitoba a des origines métisses depuis ses débuts. À la fin du 19e siècle, des colons canadiens-français et franco-européens se sont rajouté aux communautés métisses existantes et en ont fondé de nouvelles. Depuis la deuxième moitié du 20e siècle, des immigrants de la Francophonie mondiale s’installent dans la collectivité franco-manitobaine, qui possède plusieurs droits et institutions qui lui sont propres.
Selon le recensement canadien de 2016, il y a 40 975 résidents de la province ayant le français comme langue maternelle (contre 51 000 en 1991) et 148 810 qui déclarent avoir totalement ou partiellement des origines françaises (pour alors une population globale du Manitoba de près de 1,3 million d'habitants). Il y a plusieurs communautés franco-manitobaines à travers la province mais la majorité se trouve dans la région capitale de Winnipeg ou dans la région de Eastman.

## Histoire

### Postes, missions et métissages
Dès le 18e siècle, la traite des fourrures amène une présence française dans le Nord-Ouest, malgré les politiques de la France qui n’y favorisent pas l’implantation d’une colonie de peuplement. À l’été 1733, Pierre Gaultier de Varennes, sieur de La Vérendrye, et deux de ses fils, quelques voyageurs et des Autochtones s’enfoncent lentement, en canot, à l’intérieur du continent. L’expédition est guidée par Ochagach, un homme de la nation crie qui dessine sur une carte la route de canot menant du lac Supérieur au lac Winnipeg. Grâce au savoir autochtone, en une décennie, les La Vérendrye établissent une série de postes de traite, dont le fort Saint-Charles (le lac des Bois), le fort Maurepas (sur la rivière Winnipeg), le fort Rouge (à la jonction des rivières Rouge et Assiniboine), le fort la Reine (Portage La Prairie), le fort Dauphin (sur le lac Manitoba), le fort Bourbon (sur le lac Winnipegosis) et le fort Pascoyac (sur la rivière Saskatchewan).
Selon l’historienne Nathalie Kermoal, les Français dépendent de leurs alliés autochtones pour faire croître le commerce des fourrures. La présence française dans les Prairies devient plus permanente par l’établissement des postes, mais surtout par l’entremise des mariages entre Français ou Canadiens et femmes autochtones. Les « Métis », issus de ces liaisons, deviennent progressivement plus nombreux que les gens de souche européenne. Les Odjibwés s’y réfèrent comme des wissakodewinmi, c’est-à-dire « des gens des bois, à moitié brûlés », d’où l’expression française « Bois-Brûlés ».

### Essors et transformations franco-métisses
La cession de la Nouvelle-France à la Grande-Bretagne en 1763 n’entraîne pas le déclin de la traite des fourrures. Au contraire, la prise en charge des activités par des marchands anglo-écossais de Montréal entraine une intensification de la chasse et du troc, ainsi qu’une poussée plus loin vers l’Ouest et le Nord. Pour y parvenir, entre 1790 et 1821, la Compagnie du Nord-Ouest (CNO) engage environ 5 000 voyageurs et hivernants. Les hommes – pour la plupart, des Canadiens français et des Iroquois – facilitent la formation d’alliances et la naissance de nouvelles populations métisses. Toujours à la recherche de nouvelles nations pouvant approvisionner la CNO en peaux, les trappeurs métis indépendants sont recherchés, en raison de leur connaissance des langues autochtones et de leur réseau familial. Dépendants de la traite, les Métis s’installent sur les routes de transport, à des points stratégiques, dont les intersections entre des chemins et des rivières. Avec le temps, ces intermédiaires se développent une identité distincte, exprimée par la fusion et l’adaptation de mœurs autochtones et européennes, dont au niveau de l’habillement – on les reconnaît par le port du capot bleu et de la ceinture fléchée – ainsi que l’articulation d’un créole – un mélange de français et de cri surtout – appelé « mitchif ».
Située sur la confluence des rivières Assiniboine et Rouge, la colonie de la rivière Rouge se trouve au plein cœur du Manitoba. Il s’agit de l’un des plus anciens peuplements métis de l’Amérique du Nord et peut-être le plus important. La rivière Rouge comprend les établissements métis dans les bois de Saint-Vital, sur les deux rives de la rivière Sale (Sainte-Agathe), le long de la rivière Rouge, sur la rive nord de la rivière Assiniboine, puis autour des postes de pêche sur le lac Manitoba (Saint-Laurent) et le lac Winnipeg (Grand Marais).
En 1821, la fusion de deux rivales – la Compagnie de la Baie d’Hudson (1674) et la Compagnie du Nord-Ouest (1778) – entraine la fermeture d’une centaine de postes et la suppression de 1300 emplois. Plusieurs chômeurs métis s’installent à la rivière Rouge, où la population métisse passe de 600 familles (1835) à plus de 2 500 (1870); ils y comptent pour 80% de la population totale. Les Métis de la Rivière Rouge vivent d’une économie mixte et saisonnière, qui allie l’agriculture le long des rivières, la chasse du bison, la production du pemmican, la pêche et le transport des marchandises. Cette économie diversifiée s’explique en partie par les mauvaises récoltes qui se succèdent, causées par des invasions de sauterelles, des sécheresses et des inondations. De plus, les marchés pour écouler le grain ne dépassent pas les postes de la Compagnie de la Baie d’Hudson, qui se tournent vers les Métis pour nourrir leurs employés.
La chasse s’avère plus lucrative que l’agriculture. Vers 1820, les grandes chasses rassemblent plus de 500 charrettes de la rivière Rouge pouvant transporter près de 400 kilogrammes de viande. Vingt ans plus tard, elles rassemblent 1200 charrettes, qui partent de la rivière Rouge pour se rendre à Pembina, au Dakota du Nord, puis sur le plateau du Coteau du Missouri. Les femmes se chargent de transformer la viande de bison en pemmican, vendue aux compagnies de fourrures pour nourrir les voyageurs. Devant une demande croissante, la fréquence des grandes chasses augmente : à celle de l’été se rajoutent celle de l’automne et celle de l’hiver.
Selon l’historienne Nathalie Kermoal et le géographe Étienne Rivard, « durables dans le temps ou non, toutes les communautés métisses issues de la traite des fourrures auront joué, dans leur région respective, un rôle de pionniers dans la mise en place et le développement des espaces francophones».

### Diversification culturelle et dispersion spatiale
Contrairement aux Métis des Grands Lacs, il faudra plus de temps avant que les Métis du Nord-Ouest ne soient confrontés à une immigration massive de gens de souche européenne. Ce délai permet aux Métis d’occuper un vaste territoire, en dépit de la frontière canado-américaine.
Après l’achat des terres de Rupert appartenant à la Compagnie de la Baie d’Hudson par le gouvernement fédéral canadien en 1869, le Dominion étend son influence dans le Nord-Ouest. Il procède à l’arpentage du territoire et à la formation de la province du Manitoba en 1870, en réponse au soulèvement populaire mené par le chef métis Louis Riel. Au moment de son entrée dans la Confédération canadienne, la population du Manitoba se compose de francophones et d’anglophones dans des proportions à peu près à parts égales. Ainsi, le Manitoba devient, après le Québec, la deuxième province bilingue du Canada, avec des dispositions reconnaissant le français et l’anglais dans les lois, les tribunaux et les écoles catholiques.
Le soulèvement des Métis à la rivière Rouge a exigé le respect des lots de rivière déjà présents, mais l’avènement d’un gouvernement provincial a créé un nouveau rapport de force colonial avec les Métis : il entraîne l’implantation du système de cantons, des concessions de propriété à de nouveaux colons – pour la plupart des Ontariens protestants de langue anglaise, des Canadiens français et des mennonites. Plusieurs des nouveaux venus s’installent sur des lots de rivière existants ou des campements appartenant aux Métis.
Les Canadiens français, venant directement du Québec, de la Nouvelle-Angleterre ou du Midwest américain, s’établissent sur la rivière Rouge et ses principaux affluents et fondent des villages : Saint-François-Xavier et Saint-Eustache sur la rivière Assiniboine, Lorette et Sainte-Anne-des-Chênes sur la rivière La Seine, puis Saint-Norbert sur la rivière La Salle. D’autres colons fondent Saint-Pierre-Jolys, dans un ancien lieu d’hivernement de Métis qu’ils appelaient la Rivière-aux-Rats, et Saint-Léon, près de l’ancien campement de la Prairie-Ronde.
La construction de la principale ligne du chemin de fer Canadien Pacifique, entre 1877 et 1885, intensifie l’arrivée de colons dans le Nord-Ouest. La voie ferrée facilite l’accès au territoire, mais aussi l’écoulement de la production agricole vers les marchés extérieurs. C’est surtout entre 1897 et 1920 que les colons arrivent en plus grand nombre et modernisent les techniques agricoles, notamment en matière d’irrigation.
Cette colonisation entraine une profonde mutation, puisque le nombre d’individus de langue française augmente, mais la diversité de leurs provenances aussi. Aux nouveaux arrivants canadiens-français s’ajoutent les immigrants franco-européens (Bretons de France, Wallons de Belgique et Jurassiens de Suisse). D’autres immigrants, notamment des îles Britanniques, des parties flamandes de Belgique et d’autres pays l’Est et le Sud de l’Europe s’inscrivent aussi dans la nouvelle mosaïque manitobaine.
Devant ce basculement, la langue française perd sa prépondérance historique au Manitoba. Voyant ces dynamiques à l’œuvre, les missionnaires catholiques prennent l’initiative de recruter des colons francophones, au Québec, aux États-Unis et en Europe. C’est le cas de Dom Benoit, de la congrégation des chanoines réguliers de l’Immaculée Conception, qui attire des Français, des Belges et des Suisses autour de la Montagne de Pembina, à Notre-Dame-de-Lourdes et à Saint-Claude. Originaire de la Lorraine, l’abbé Jean Gaire fonde la communauté de Grande-Clairière, avec des colons de France et de Belgique. Des Français s’installent également dans les communautés métisses de Saint-Laurent et de Sainte-Rose-du-Lac. C’est surtout à l’ouest de Winnipeg, dans l’axe de la rivière Assiniboine, et au nord de la capitale, que plusieurs nouveaux arrivants francophones élisent domicile.
Les colonisateurs établissent une stratégie de concentration culturelle en des lieux spécifiques, de manière à assurer l’existence d’espaces où l’on pourra vivre en français à l’échelle locale, au quotidien. Avec la poussée de la colonisation vers l’ouest, dans les provinces de la Saskatchewan et de l’Alberta, créées en 1905, on constate, simultanément, une dispersion des francophones à l’échelle régionale. Comme le rappelle l’historien Gratien Allaire, les francophones habitent bien souvent des villages où ils sont majoritaires ou proportionnellement nombreux, mais où leur poids démographique au niveau provincial est faible, car l’immigration de non francophones est plus forte. Au Manitoba, la population d’origine française passe ainsi de 11% (1885) à 7% (1921).

### La survivance
C’est donc autour de la proximité des familles et de la vie paroissiales que se développe une solidarité sociale en français. Ce type d’organisation spatiale annonce toutefois un problème politique à venir : la marginalisation linguistique des francophones et leur anglicisation, sous la pression populaire et celle de politiques publiques discriminatoires.
En 1890, le Manitoba suspend l’usage du français à l’école et ne le réintroduit que partiellement avec ledit « Compromis Greenway-Laurier », conclu six ans plus tard. Dans le contexte d’une forte adversité et d’un recul des droits, les colons maintiennent un espace de langue française, notamment en milieu rural, où l’on parvient à établir des institutions – dont principalement des paroisses et des écoles – où la langue française peut s’imposer comme langue publique.

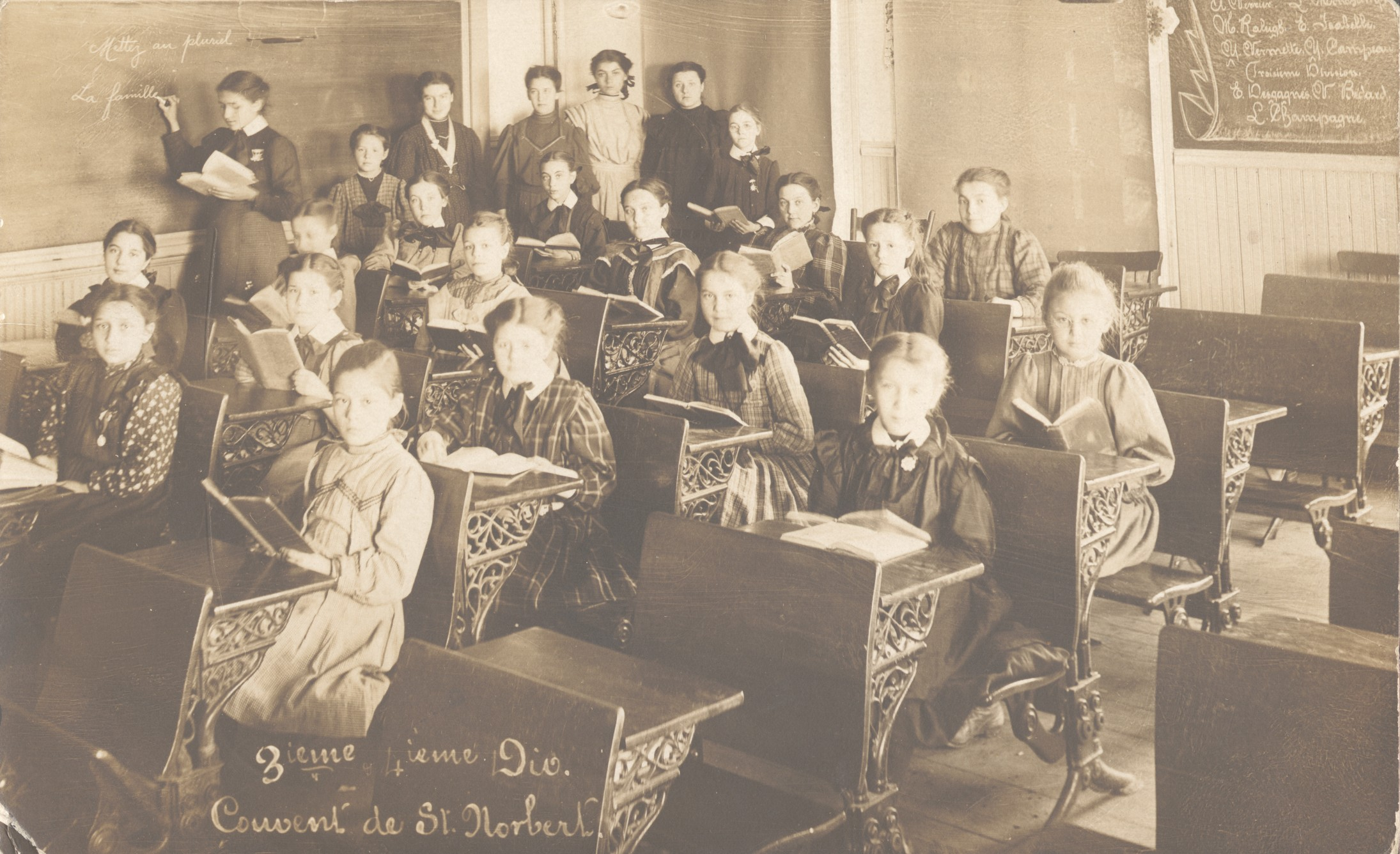
Enseignement en français au couvent de St. Norbert, 1910

Or, les alliances des colons canadiens-français avec les colons franco-européens, qui souhaitent établir de meilleures relations avec la majorité anglo-britannique, tendent à marginaliser les Métis de langue française. Pourtant centraux à la vie francophone aux 18e et 19e siècles, les Métis perdent un prestige social. Dans la première moitié du 20e siècle, ils portent l’étiquette de « Road allowance people », qui rappelle leur condamnation à vivre comme des squatteurs sur des terres de la Couronne. L’ostracisme grandissant de la société anglophone et des francophones nouvellement installés contribue à déprécier les origines mixtes et le michif. Certains répudient leur origine pour s’intégrer à l’élite francophone; d’autres se tournent vers des communautés autochtones de langue anglaise, elles-mêmes marginalisées par la Loi sur les Indiens (1876).
Certains Métis parviennent à ménager la chèvre et le chou. Fondée en 1887, l’Union nationale métisse Saint-Joseph du Manitoba (UNMSJM) participe aux luttes pour sauvegarder les droits linguistiques des francophones. À certains endroits, notamment à Saint-Pierre-Jolys, fondé dans un ancien campement métis, les relations entre Métis et nouveaux arrivants francophones s’avèrent nettement plus positives. « Quoi qu’il en soit, » rappelle Étienne Rivard, « ce fossé ethnique et historique et la marginalisation dont il est le fruit expliquent pour beaucoup le taux d’anglicisation élevé dans les communautés métisses contemporaines ».
De 1920 à 1960, le Canada français se trouve sur la défensive face au Canada anglo-britannique. Cette réaction, appelée « la survivance », vise à complexifier le réseau institutionnel canadien-français et, pour le Québec, à soutenir les minorités de langue française dans les autres provinces. Le chanoine Lionel Groulx représente les communautés dispersées comme des « avant-postes » de la nation canadienne-française, concentrée au Québec. Le fait de les défendre correspond à la défense d’un État français en Amérique selon lui. Pour les francophones de l’Ouest, rappelle Gratien Allaire, ces années sont celles d’un enracinement dans leur territoire et du développement de caractéristiques uniques, découlant de l’isolement de la francité dans les paroisses et la lutte avec les Canadiens anglais pour l’expansion pour un espace vital autonome.
Les paroisses canadiennes-françaises continuent de constituer la base sociale, le principal milieu de vie des communautés de langue française, où l’on tisse des liens sociaux, on cultive sa culture, on pratique des sports et on célèbre des rites et des passages de vie.
Les écoles bilingues, en milieu rural, enseignent souvent plus en français que ce que les autorités permettent officiellement. Dirigées localement, ces écoles constituent souvent des espaces de liberté et d’influence pour les parents francophones, qui les dirigent à l’échelle locale sur des conseils scolaires n’ayant à leur charge qu’un seul établissement. La fusion progressive des conseils locaux avec ceux des villages anglophones environnants, à partir des années 1930, entraine cependant une perte d’influence, tout comme le transport des élèves en autobus vers des écoles plus grandes, où l’anglais prédomine, contribue à l’anglicisation des jeunes générations. Il existe aussi quelques collèges classiques qui forment une élite locale en français, notamment le Collège de Saint-Boniface, le seul à offrir le baccalauréat.
Les laïcs jouent aussi un rôle important, notamment au sein des conseils scolaires, des municipalités et du secteur associatif. Ce sont des professionnels et des gens d’affaires qui établissent l’Association canadienne-française d’éducation du Manitoba (ACFÉM) en 1916 pour « résister » à l’abolition de l’enseignement bilingue – une seconde fois – par le gouvernement provincial. Trois ans plus tôt, cette élite a mis sur pied La Liberté, premier hebdomadaire de langue française du Manitoba. Dans les années 1940, l’élite professionnelle et marchande fonde 27 caisses populaires afin de favoriser l’accès au crédit des francophones, ainsi que six magasins coopératifs, qui ont pour but d’augmenter le pouvoir d’achat de ses sociétaires.
Au Manitoba, la continuité linguistique demeure relativement élevée entre 1931 (90%) et 1951 (82%) et la population d’origine française demeure en croissance, passant de 47 000 à 66 000, tandis que le nombre de résidents de langue maternelle française passe de 42 500 à 54 200.
L’émergence de nouveaux besoins enclenche la création de nouveaux moyens pour rejoindre la population francophone. L’influence « pernicieuse » - aux yeux du clergé et de l’élite francophone – de la radio de langue anglaise amène un mouvement, mené par le Conseil de la vie française en Amérique (1937), pour établir les premiers postes de radio de langue française dans l’Ouest. La Société Radio-Canada tardant à étendre son réseau vers l’ouest, le français apparaît d’abord sur les ondes de postes privés bilingues. À Saint-Boniface, CKSB entre sur les ondes en 1946. Avec le déménagement d’un nombre grandissant de francophones vers Winnipeg après la Deuxième Guerre mondiale, on ne peut plus dépendre exclusivement du tissu rural, catholique et français pour assurer le maintien de la langue française.

### Restructurations depuis 1960
Dans les années 1960, l’Église catholique canadienne-française se replie vers sa vocation paroissiale, se dégageant de ses responsabilités, prises en charge par l’émergence d’un État providence provincial, dans les secteurs de la santé et de l’éducation. Par ailleurs, le recentrage du projet politique canadien-français sur l’État québécois et l’émergence d’une identité québécoise accélèrent le raffermissement d’identités provinciales dans l’Ouest. En 1968, le choix de l’Association canadienne-française d’éducation du Manitoba de devenir la Société franco-manitobaine (SFM) prend acte de cette mutation identitaire et politique. Dans cette reconfiguration, ce ne sera plus l’Ordre de Jacques Cartier, société secrète ayant existé de 1926 à 1965, ou les sociétés Saint-Jean-Baptiste, qui prendront la parole au nom des Canadiens français dans leur ensemble, mais bien la Fédération des francophones hors Québec, constituée grâce à un financement fédéral en 1975, pour représenter les intérêts particuliers des « Franco-Canadiens » qui n’habitent pas la « belle province ».
Comme au Québec, le gouvernement provincial devient un lieu de pouvoir important dans le quotidien des gens, mais aussi dans le développement de nouveaux droits. Dans le cadre des travaux de la Commission royale d’enquête sur le bilinguisme et le biculturalisme (1963-1790), le gouvernement manitobain accepte d’autoriser l’enseignement en français la moitié du temps en 1967. La province accepte aussi de financer les programmes en français du Collège de Saint-Boniface, au moment de son affiliation à l’Université du Manitoba. C’est désormais par des combats politiques et juridiques, surtout après l’enchâssement de la Charte canadienne des droits et libertés (1982) dans la Constitution canadienne, que les Franco-Manitobains parviennent à obtenir des services provinciaux en français et à élargir la place du français à l’école.
Quant à l’organisation sociale et spatiale des populations francophones, l’urbanisation, qui s’intensifie, fragilise les remparts contre l’assimilation. L’exception à la règle constitue Saint-Boniface, seul milieu urbain de l’Ouest à forte proportion francophone. Ailleurs dans les villes, le milieu essentiellement anglophone raréfie l’usage du français et favorise les unions « exogames » entre un parent anglophone et un parent francophone. Au Manitoba le taux de transfert linguistique passe de 37% (1971) à 55% (2001) et le nombre de francophones diminue de 60 500 (1971) à 45 500 (2001).
La provincialisation des identités métisses s’inscrit davantage dans le contexte des revendications des populations autochtones hors réserve pour améliorer les conditions de logement, de soutien social et d’éducation dans les villes. Fondé en 1971, le Conseil national des autochtones du Canada épouse les revendications des Métis pour faire reconnaître des droits ancestraux de chasse et de pêche qui dépassent les frontières provinciales. Les Métis tentent aussi de reprendre leur place au sein de l’espace francophone, notamment par l’entremise de partenariats entre la Société franco-manitobaine et l’Union nationale métisse Saint-Joseph du Manitoba. Fondée à Saint-Laurent en 1994, l’école Aurèle-Lemoine est vouée à la promotion de la culture métisse. On porte aussi attention à raviver le mitchif par la prestation de cours d’introduction et la parution de dictionnaires.
D’ailleurs, plusieurs Métis se trouvent à l’avant-plan dans la défense des droits des francophones. C’est le cas de l’homme d’affaires Georges Forest, qui conteste la constitutionnalité de la loi manitobaine de 1890 qui avait fait de l’anglais la seule langue de la législature provinciale et des tribunaux. En montant d’une instance à l’autre, Forest se rend jusqu’à la Cour suprême du Canada. Cette dernière, dans une décision rendue en 1978, tranche que la province n’a pas le droit de se délester de ses obligations linguistiques envers les francophones. Une entente entre la Société franco-manitobaine et la province, entérinée par la Cour, enclenche la traduction des lois encore pertinentes et crée, en 1981, le Secrétariat des services en langue française, qui a pour but de veiller au respect et au développement des services gouvernementaux dans la langue de Molière.
L’article 23 de la Charte canadienne des droits et libertés garantit, là où le nombre d’élèves le justifie, la création de classes et d’écoles de langue française, à l’extérieur du Québec, pour les enfants dont au moins un parent a été instruit en français dans « un établissement de la communauté ». Ambigu, l’article 23 évoque une notion d’appartenance sans toutefois garantir la mise en place de conseils scolaires dirigés « par et pour » les francophones. Cette question fera l’objet de litiges, en Ontario et en Alberta, afin de clarifier les seuils d’admissibilités pour une école, ainsi que la définition du « degré de gestion et de contrôle » des écoles de langue française.
Au Manitoba, un réseau d’écoles primaires et secondaires publiques de langue française a été constitué dans les années 1970 et 1980, mais il demeure géré par des commissions scolaires bilingues ou anglo-dominantes. Dans l’arrêt Mahé (1990), qui porte sur les écoles franco-albertaines, la Cour suprême du Canada tranche que les parents d’Edmonton ont droit à une école française et à un « degré de gestion et de contrôle » sur cette école, soulignant le « caractère réparateur » de l’article 23, sans toutefois garantir explicitement la mise sur pied d’un conseil scolaire de langue française.
Entretemps, la Société franco-manitobaine se trouve aussi devant les tribunaux provinciaux pour clarifier le « degré de gestion et de contrôle » auquel ont droit les Franco-Manitobains. Tandis que la Cour d’appel provinciale considère que c’est à la province de déterminer la manière de répondre à cette obligation constitutionnelle, l’arrêt Mahé, livré un mois plus tard, suggère plutôt que le nombre d’enfants « ayant droit » était suffisant, dans la région d’Edmonton, pour justifier l’existence d’un conseil scolaire de langue française. La SFM est donc entendue par le plus haut tribunal, à l’hiver 1993, qui détermine que les 5 000 élèves des écoles franco-manitobaines sont assez nombreux pour justifier « l’établissement d’un conseil scolaire francophone autonome […] dont la gestion et le contrôle appartiendront exclusivement à la minorité linguistique francophone ». La décision mènera non seulement à la création de la Division scolaire franco-manitobaine en 1994, mais ouvrira aussi la porte à la formation de conseils scolaires francophones d’un océan à l’autre, entre 1993 et 2000.
En 2015-2016, les 23 écoles franco-manitobaines comptent 5 625 élèves – ou 3% des inscriptions totales entre la maternelle et la 12e année.
L’Université de Saint-Boniface, la seule pleine université de langue française à l’Ouest de l’Ontario, compte quant à elle 2 000 étudiants inscrits dans une trentaine de programmes offerts entièrement en français.
En 2015-2016, 24 000 élèves manitobains sont inscrits dans un programme d’immersion en français, un nombre qui augmente progressivement depuis l’introduction d’un financement fédéral pour l’enseignement du français aux anglophones en 1970.
En 2016, 9% de la population (108 460 personnes) du Manitoba sait parler le français et l’anglais.

## Population et société
En 2021, le français est la première langue officielle parlée de 2,7% des Manitobains.
La proportion de la population dont la première langue officielle parlée est l’anglais est en légère croissance, passant de 95,4% (2016) à 95,7% (2021).
En 2021, 36 740 Manitobains ont le français comme langue maternelle, une baisse de 9% par rapport au recensement de 2016, qui en dénombrait 40 520.
Autrement dit, parmi les Manitobains de langue maternelle française, le nombre de décès est supérieur au nombre de naissances, une tendance généralisée observée au Canada entre les recensements de 2016 et de 2021.
Environ 1% des Manitobains parlent le français le plus souvent à la maison, un taux ayant reculé de 1,3% (2016) à 1,1% (2021).
Environ 13% des Manitobains parlent une langue non officielle à la maison.
Et 8,3% de la population peut tenir une conversation en anglais et en français.
En 2021, 112 000 personnes au Manitoba ont une connaissance du français, en légère augmentation par rapport à 108 000 en 2016.
La population francophone du Manitoba se diversifie : si en 2016, 74% des Franco-Manitobains sont nés dans la province, 15% des francophones sont nés dans une autre province et 11% sont nés à l’étranger (dont la moitié de l’Afrique et le quart d’Europe).
Alors que le gouvernement fédéral s’est doté d’une cible, en 2003, pour que 4,4% des immigrants attirés au Canada hors Québec soient francophones, les moyens déployés jusqu’à présent ne lui ont pas permis de l’atteindre.

### Liste des municipalités bilingues du Manitoba

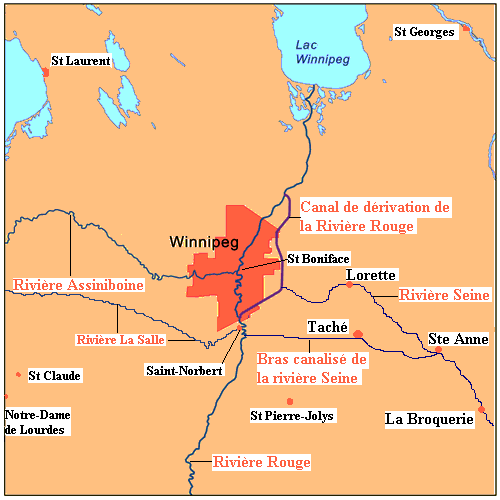
Carte des principales communautés francophones du Manitoba.

- la municipalité rurale de Alexander (Saint-Georges)
- la municipalité rurale de Saint-Laurent
- la municipalité rurale de DeSalaberry
- le village de Saint-Lazare
- la municipalité rurale de Ellice
- le village de Saint-Léon
- la municipalité rurale de La Broquerie
- le village de St-Pierre-Jolys
- la municipalité rurale de Montcalm
- le village de Somerset
- le village de Notre-Dame-de-Lourdes
- La ville de Sainte-Anne
- la municipalité rurale de Ritchot
- la ville de Winnipeg
- le village de Saint-Claude

## Politique et administration
Au Manitoba, 16 régions sont désignées comme étant bilingues.
En 1993, la partie III de la Loi sur la ville de Winnipeg y instaure les services en français, alors que la Chambre des communes du Canada reconnaît Louis Riel comme fondateur de la province du Manitoba.
Le Conseil de développement économique des municipalités bilingues du Manitoba (CDEM) est créé en 1996.
Le Centre des services bilingues est fondé en 2002.
En 2002, le Conseil communauté en santé du Manitoba est formé afin de mieux coordonner l’accès et d’élargir l’offre des services de santé en français.
L'Accueil francophone de la Société franco-manitobaine est fondé en 2003.
L'Agence nationale et internationale du Manitoba est fondée en 2007.
En 2016, 58% des Franco-Manitobains habitent la région de Winnipeg et 22% d’entre eux vivent dans le Sud-Est de la province.

## Le drapeau franco-manitobain
Le drapeau franco-manitobain a été créé par Cyril Parent en 1980.
Sa bande rouge incarne la rivière Rouge, où se sont établis les premiers francophones du Manitoba.
Sa bande jaune représente le blé, qui pousse sur ces terres fertiles, tout comme l’importance de l’agriculture dans l’essor des communautés franco-manitobaines.
Son large fond blanc symbolise la vaste plaine qui domine le territoire.
La plante, en forme de « F » stylisé, se veut l’expression d’une francophonie à la fois enracinée et florissante.

## Culture
La culture franco-manitobaine comprend d’importantes institutions, dont le Théâtre Cercle Molière de l’Université de Saint-Boniface, le Centre de ressources éducatives à l’enfance et la radio communautaire francophone, Envol 91,1 FM.
Au niveau des médias, le Manitoba français est desservi par le journal La Liberté, ainsi que les services radiophoniques et télévisuels de Radio-Canada et d’Unis TV.
À tous les ans, en février, Saint-Boniface accueille le Festival du voyageur, le plus grand festival hivernal de l’Ouest canadien qui met en valeur la joie de vivre des cultures canadienne-française et métisse.
La journée Louis Riel est un jour férié dans la province qui vise à reconnaître la mémoire du défendeur des intérêts métis et francophones dans l’Ouest.
En juin, au moment du solstice d’été, la Saint-Jean-Baptiste met en valeur la culture canadienne-française, notamment à La Broquerie et à Saint-Boniface, par l’entremise de concerts, d’activités sportives et récréatives, généralement tenues en plein air.
Pour en connaître davantage sur l’histoire d’institutions culturelles franco-manitobaines, on peut visiter les liens suivants :
- Bois-Brûlés
- CBWFT-DT
- Centre culturel franco-manitobain
- Cercle Molière
- CKSB
- Festival du Voyageur
- La Liberté (Manitoba)
- Métchif
- Rébellion de la rivière Rouge
- Société franco-manitobaine
- Union nationale métisse de Saint-Joseph du Manitoba
- Université de Saint-Boniface

### Patrimoine historique franco-manitobain
- Cathédrale Saint-Boniface
- Esplanade Riel
- Maison Riel
- Maison Gabrielle-Roy
- Musée de Saint-Boniface
- Parc provincial du Monastère-des-Trappistes

### La langue française manitobaine
Les Franco-Manitobains ont (à l’image de leurs cousins des provinces de l’Ouest), pour la plupart, leurs racines au Québec. Mais les origines de l’autre partie des locuteurs francophones ont deux souches : les Européens francophones, ce qui rend cette situation sociolinguistique unique au Canada.
En effet, on remarque un contraste entre l’utilisation d’une langue plus formelle apprise à l’école et le maintien de trois variétés de français (le français des Métis (et le mitchif), le québécois et les dialectes francophones d’Europe) encore parlées dans les zones rurales et dans des situations informelles.
Lors d'une enquête sur le terrain, en 1994, il a été noté que la minorité franco-manitobaine forme une mosaïque linguistique et identitaire, véritable microcosme de la situation nationale, ce qui nous autorise d’emblée à « mettre la francophonie manitobaine au pluriel », distincte d’autres parlers français canadiens (comme le français québécois).
Dans une enquête du français parlé à Notre-Dame-de-Lourdes en 2008, la sociolinguiste Sandrine Hallion constate que le français de cette localité comporte encore des traces du mélange de dialectes issu de la colonisation, conjointe, de Canadiens français du Québec, de Français du Centre-Sud et de Suisses du Jura, dans les années 1890. Le village demeure exceptionnel, puisque 455 (87%) des 525 habitants ont le français comme langue maternelle unique. Le taux de continuité linguistique dépasse 80% – tandis que la moyenne provinciale est de 44%. « Ce caractère fortement francophone, associé à un patrimoine européen hérité d’une immigration d’origine assez récente, » précise Sandrine Hallion, « contribue à conférer à Notre-Dame-de-Lourdes, et plus largement à la région de la Montagne, un cachet particulier au sein de la francophonie manitobaine ».
Parmi les exemples qu’elle cite, les résidents utilisent la locution « qu’ils appelaient ça » pour faire la distinction entre une réalité passée, qu’ils n’ont pas connue, et la vie contemporaine. La sociolinguiste note l’utilisation du mot « cabousse », définit comme un « véhicule attelé, constitué d’une petite cabane posée sur un traîneau ou montée sur des patins, utilisé pour le transport de personnes en hiver », qui n’est pas fréquemment répertorié dans les ouvrages lexicographiques du français laurentien, et pratiquement absent du français parlé au Québec. Hallion note aussi des emprunts lexicaux à l’anglais et une terminologie religieuse, qui doit être expliquée aux plus jeunes qui n’ont pas vécu aussi intensément la pratique religieuse catholique.

### Personnalités franco-manitobaines
- Louis Allain, directeur de l’école communautaire Aurèle-Lemoine ;
- Pauline Boutal, comédienne, directrice de théâtre illustratrice de mode et peintre ;
- Tyler Brûlé, journaliste, entrepreneur et éditeur de magazines ;
- Mud Bruneteau, joueur de hockey ;
- Maria Chaput, sénatrice ;
- Pierre Chevrier, ancien animateur de Manitoba ce soir ;
- Jean-François Chevrier, animateur et journaliste à Radio-Canada ;
- Faouzia, auteure-compositrice-interprète et musicienne canado-marocaine;
- Étienne Gaboury, architecte ;
- Rolland Gaudet, universitaire qui a enseigné les mathématiques et la recherche opérationnelle à l'Université de Saint-Boniface.
- Marc-Amable Girard, premier franco-manitobain à être premier ministre du Manitoba ;
- Daniel Lavoie, auteur-compositeur-interprète et pianiste ;
- Ron Lemieux, homme politique, député et ancien joueur professionnel de hockey sur glace ;
- Ambroise-Dydime Lépine, homme politique ;
- Gisele MacKenzie, actrice
- Micheline Marchildon, actrice et humoriste ;
- Gildas Molgat, homme politique fédéral ;
- Cécile Mulaire, créatrice du Club Bicolo et auteure jeunesse.
- Joseph Norbert Provencher, évêque ;
- Maurice Paquin, comédien et chanteur ;
- Louis Riel, avocat, homme politique, et chef de la Nation métis des Bois-Brûlés ;
- Gabrielle Roy, écrivaine ;
- Denise Savoie, femme politique ;
- Raymond Simard, homme politique ;
- Alexandre-Antonin Taché, évêque ;
- Jonathan Toews, joueur de hockey des Blackhawks de Chicago ;
- Alpha Toshineza, artiste en arts visuels, producteur et auteur-compositeur-interprète ;
- Patrick Sharp, joueur de hockey des Blackhawks de Chicago ;
- Albert Vielfaure, député ;
- Jean-Pierre Vigier, joueur de hockey ;